# 利瓦季亚山脉
俄现称利瓦季亚山脉（俄语：Ливадийский Хребет），前称皮丹山脉，是锡霍特山脉的一部，属滨海边疆区，最高峰利瓦季亚山海拔1,332.6米。1972年更为现名。